# Куричино
Куричино — деревня в Селижаровском муниципальном округе Тверской области России. До 2020 года входила в состав ныне упразднённого Дмитровского сельского поселения Селижаровского муниципального района.

## География
Деревня находится на западе центральной части Тверской области, в зоне хвойно-широколиственных лесов, в пределах Валдайской возвышенности, при автодороге 28Н-1468, на расстоянии примерно 13 километров (по прямой) к юго-западу от Селижарова, административного центра округа. Абсолютная высота — 264 метра над уровнем моря.

### Климат
Климат характеризуется как умеренно континентальный, с относительно мягкой зимой и прохладным летом. Среднегодовая температура воздуха — 4 °C. Средняя температура воздуха самого холодного месяца (января) — −9 °C; самого тёплого месяца (июля) — 17 — 18 °C. Вегетационный период длится около 190 дней. Годовое количество атмосферных осадков составляет в среднем 598 мм, из которых большая часть выпадает в тёплый период. Снежный покров держится в течение 140 дней.

### Часовой пояс
Деревня Куричино, как и вся Тверская область, находится в часовой зоне МСК (московское время). Смещение применяемого времени относительно UTC составляет +3:00.

## Население
| 2010 |
| ---- |
| 1    |

### Национальный состав
Согласно результатам переписи 2002 года, в национальной структуре населения русские составляли 100 % из 6 чел.